# Народно-революционный союз молодёжи Кампучии
Наро́дно-революцио́нный сою́з молодёжи Кампучи́и (фр. Union de la Jeunesse Populaire Révolutionnaire du Kampuchéa, UJPRK) — камбоджийская (кампучийская) молодёжная политическая организация 1980-х годов, молодёжное крыло правящей Народно-революционной партии Кампучии (с 1991 года — Народной партии Камбоджи). Образована в 1979 году вскоре после свержения режима Красных Кхмеров и провозглашения Народной Республики Кампучия. Создавалась в противовес аналогичной молодежной организации полпотовской компартии. 
Организация являлась членом Всемирной федерации демократической молодёжи. Входила в Единого фронт национального строительства и обороны Кампучии (до 1981 года — Единого фронта национального спасения Кампучии). Руководящая и направляющая роль Фронта и Союза молодёжи была закреплена в тогдашней Конституции Камбоджи (Народной Республики Кампучия).
Организация функционировала как школа будущих партийных кадров для НРПК, её членами организации могли стать только лица в возрасте от 15 до 26 лет. На момент II-съезда в 1987 году организация насчитывала более 50 тысяч членов по всей стране, большая часть которых была занята в вооружённых силах.